# Cosa nostra

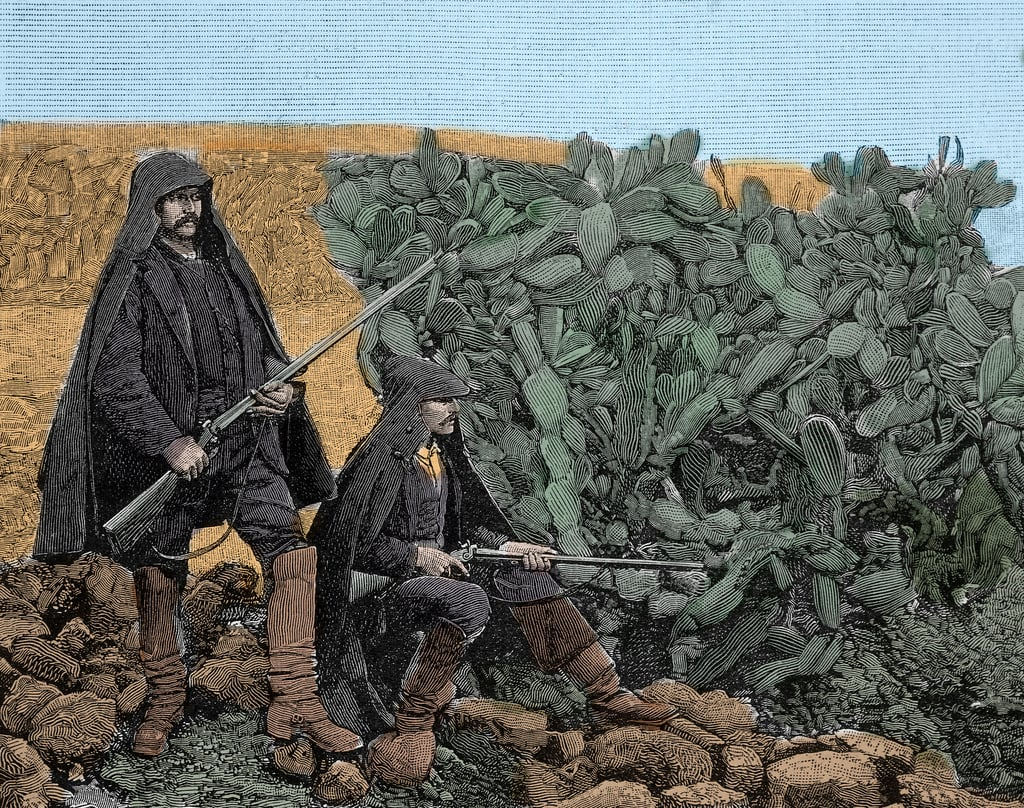
Cosa nostra in Sicilië, 19e eeuw.

De Cosa nostra (Nederlands: onze zaak) is de overkoepelende criminele organisatie van de verschillende Siciliaanse maffiafamilies met als belangrijkste de clan uit Catania en Palermo tot de Corleonesi halfweg jaren negentig de macht naar zich toe wisten te trekken.
Het bestaan van de Cosa nostra werd lange tijd ontkend, hoewel de organisatie van oudsher banden had met het bedrijfsleven en de politiek. Zo werd Giulio Andreotti van de Democrazia Cristiana (DC, de Italiaanse christendemocratische partij) meermaals minister dankzij deze connecties. De christendemocraten werden op hun beurt gesteund door de VS vanwege de angst voor het communisme. Ook in de VS bestaat een maffia van Siciliaanse immigranten die La Cosa nostra wordt genoemd en die mogelijk de Cosa nostra in Italië steunt.
Na de processen in de jaren negentig is het rustig geworden in Palermo, de tijd van brute moordaanslagen op klaarlichte dag lijkt voorbij. Toch speelt de maffia nog steeds een rol in de Siciliaanse maatschappij.

## Geschiedenis

### Oorsprong
Begin 19e eeuw ontstond de organisatie in Sicilië uit de sociale klasse van de 'massari', de 'fattori' (rentmeesters) en de 'gabellotti' (geldhouders) die instonden voor het dagelijks beheer hadden over de landgoederen van de adel. Het waren gewelddadige mensen, die de schakel vormden tussen de laatste feodale eigenaars en hun 'braccianti' dagloners die er werkten, de laatste horigen in Europa). Om hun metier beter uit te kunnen oefenen omgaf deze klasse zich met 'scagnozzi'. Deze ingehuurde en omgekochte trawanten evolueerden naar een permanente lijfwacht die uitgroeiden tot sektes, broederschappen of bendes.
Het eerste document waarin melding wordt gemaakt van een maffiabende dateert van 1837, waarin Pietro Calà Ulloa, de "procuratore generale" van Trapani, zijn superieuren in Napels activiteiten meedeelt van vreemde sekten die zich toeleggen op misdadige bedrijven die ook ambtenaren corrumperen.
Vanaf 1860 maakte Sicilië deel uit van het unitaire Italië en versnelde het reeds ingezette proces van de ontmanteling van de feodale structuren op het platteland. Dit gebeurde toen de Sicilaanse economie werd geïntegreerd in die van de rest van het land. Bovendien nam de Piëmontese regering de plaats in van de Bourbons, zonder dat zij er echter in slaagde een goede verhouding met de Siciliaanse maatschappelijke structuur te verkrijgen. Hieruit ontstond de behoefte van grootgrondbezitters aan hulp die een totale controle over hun bezittingen kon garanderen. Dit verklaart waarom het Risorgimento, de eenmaking van Italië, de ontwikkeling van de maffia bevorderde. De maffia was dus een entiteit buiten de staat, maar wel nauw ermee verbonden.
De uitdrukking maffia (Italiaans: mafia met één f) kwam vanaf 1863 in zwang door het succesvolle toneelstuk I mafiusi de la Vicaria van Giuseppe Rizzotto en Gaetano Mosca. Dit Siciliaanstalige stuk werd vertaald in het Italiaans, Napolitaans en Milanees zodat het begrip over heel Italië werd verspreid.

### 1920-1943: fascistisch tijdperk
De eerste aanvallen op de macht van de maffia kwamen van Benito Mussolini. In juni 1924 stuurde zijn minister van binnenlandse zaken Luigi Federzoni Cesare Mori naar Trapani met de opdracht om de maffia met alle middelen uit te roeien. Op 22 oktober 1925 benoemde Mussolini hem tot prefect van Palermo. Hij kreeg er de bijname de Prefetto di ferro (de IJzeren Prefect) omdat hij spijkerhard te keer ging tegen de kleine en middelmatige vis van de Cosa nostra. Met medewerking van de groot- en kleinere grondbezitters probeerde hij zonder aandacht voor rechtsbeginselen een consistent aantal veroordeelden te behalen om aan de Duce te rapporteren als bewijs van zijn succes. Honderden en honderden mannen werden gearresteerd en veroordeeld tijdens korte rechtszaken. Zo ging Don Vito Cascio Ferro de cel in ondanks totale afwezigheid van bewijs. Na enkele spectaculaire arrestaties van capo's voelden zelfs de topmensen van Cosa nostra zich niet meer veilig en kozen ze een uitweg:
- een deel emigreerde naar de Verenigde Staten;
- anderen werden lid van de fascistische partij.

In 1929 werd de IJzeren Prefect weggepromoveerd nadat hij ettelijke connecties had blootgelegd tussen vooraanstaande figuren van de fascistische partij en maffioze families. Hij werd ontheven uit zijn taak en benoemd tot senatore del regno (rijkssenator) voor zijn bestrijding van de maffia. Door onder meer de brute buitenwettelijke middelen die de politie inzetten tijdens verschillende acties om de maffia uiteen te slaan, groeide het wantrouwen van de bevolking tegen de staat, wat een van de belangrijkste bestaansredenen van de maffia aanwakkerde. Desondanks was Mori de eerste Italiaanse onderzoeker die aantoonde dat de maffia kon bestreden worden.

### 1943-1960
In aanloop naar de geallieerde Landing op Sicilië hielpen de Amerikanen de Cosa nostra terug aan de macht. Verscheidene Italo-Amerikaanse bosses die in de Verenigde Staten in de cel zaten (onder wie Lucky Luciano en Vito Genovese), werden gecontacteerd door de Central Intelligence Agency. Met de belofte van invrijheidstelling werden ze belast met de zekerstelling van de geallieerde verovering van het eiland. Naast deze Amerikaanse maffiabazen werden ook Siciliaanse Dons ingeschakeld, onder wie Vincenzo Di Carlo, Calogero Vizzini en Giuseppe Genco Russo. De Siciliaanse maffiabazen presenteerden zich succesvol jegens de Amerikanen als politieke dissidenten, en waren extra aantrekkelijk omdat ze zich nadrukkelijk als anticommunistisch presenteerden. Toen na de verovering van Sicilië alle fascistische overheidsfunctionrissen werden ontslagen, werden uit hun gelederen de nieuwe overheidsfunctionarissen benoemd. Bovendien waren met vernietiging van de fascistische overheid op Sicilië ook de politie en justitie zo goed als vernietigd. Tot er weer een functionerend justitieapparaat op Sicilië was, had de maffia vrij spel. 
Na de Tweede Wereldoorlog onderging de Siciliaanse samenleving een grondige gedaanteverwisseling. Het gewicht van de landbouw in de economie nam af ten faveure van andere sectoren zoals de handel en de dienstensector. In deze periode werd het overheidsbestuur op Sicilië de belangrijkste entiteit in de economie. Cosa nostra wist natuurlijk de vruchten te plukken van deze verandering en katapulteerde zichzelf naar de nieuwe belangrijkste sociale en economische sectoren. Om hierin te slagen, moest de Cosa nostra nog meer dan voorheen de politiek omhelzen, met name de politici van de grootste partij in Italië en op Sicilië: de Democrazia Cristiana.
Uit deze overeenkomst trok de maffia de winst (door oneerlijke aanbestedingen) uit het verwerven van opdrachten voor bouwkundige projecten voor de infrastructuur en voor de nieuwe wijken van de grote steden, door de inning van belasting voor rekening van de staat en voor het aannemen van personeel voor de verschillende staatsorganen.
De DC als partij won erbij omdat de Cosa nostra, door haar greep op haar territorium, in staat was om grote hoeveelheden stemmen te ronselen. De politici hadden individueel baat bij de grote sommen geld waarmee zij werden omgekocht. Het is dus logisch dat de staat tot aan het eind van de jaren zeventig, toen de situatie begon te veranderen, het bestaan van de maffia heeft ontkend.

### 1960-1975: antimaffia & maffiaoorlogen
De Cosa nostra was sterk verankerd in de Siciliaanse samenleving maar kende ook tegenkanting. Na een bloedige onderwereldoorlog besloot Giuseppe Impastato (Peppino Impastato) in 1962 zijn leven te wijden aan de bestrijding van de maffia en kwam er ook een anti-maffiapool, een pool (collectief) van magistraten en onderzoeksrechters dat de maffia aan banden probeerde te leggen. 
Het overschakelen van de smokkel van sigaretten op de veel winstgevendere drugshandel betekende een grote verandering in de structuur en methodes van Cosa nostra. De traditionele bevelsstructuur verzwakte, en in 1978 barstte een onderlinge maffiaoorlog uit die ook de interne familie-evenwichten deed ontploffen. Deze oorlog draaide uit op een campagne van de Corleonesi-clan om andere rivaliserende facties te vernietigen en zich to te verzekeren van een ongeëvenaarde dominante positie binnen Cosa nostra.
Met Luciano Leggio (toen in de gevangenis) Bernardo Provenzano en Toto Riina waren de Corleonesi een extreem meedogenloze groep. Ze demonstreerden hun macht met een reeks opmerkelijke moorden waarbij ze zich ontdeden van alle overheidsdienaars die een obstakel konden zijn. Zo vermoordde de maffia Carlo Alberto Dalla Chiesa, generaal van de carabinieri en held van de strijd tegen het terrorisme, precies 100 dagen na zijn installatie in Palermo. Ook Pio La Torre, Rocco Chinnici, Piersanti Mattarella, prefect van de regio Sicilië, Ninni Cassarà en vele anderen werden uit de weg geruimd. In deze periode kreeg de Cosa nostra ook lokale filialen in Lombardije, Lazio en de Marche.

### 1975-1990: maxiprocessi
Eind jaren zeventig werd de antimaffiapool terug opgericht na enkele excellente kadavers (cadaveri eccellenti, vermoorde mensen met een hoge maatschappelijke functie). Deze pool onder leiding van Antonino Caponetto boekte vooral grote successen halverwege de jaren tachtig door Giovanni Falcone en Paolo Borsellino. Zij werden de kopstukken in de strijd tegen de maffia. Door hun toedoen werd de maffia erkend als een georganiseerde criminele organisatie en konden maffiabazen voor het eerst veroordeeld worden voor moorden die ze niet eigenhandig hadden gepleegd. 
De wreedheden tijdens de maffiaoorlog zorgde ervoor dat enkele maffiosi gingen samenwerken met de overheid. Onder hen was maffiabaas Tommaso Buscetta, die de magistraat Falcone in 1984 voor het eerst ontmoette en hem in vertrouwen nam. Hiermee brak hij met de omerta, maar kreeg dankzij de pentiti-wetgeving bescherming als kroongetuigen of spijtoptant. Met de Wet 41 bis kwam er ook een verstrengd gevangenisregime. Dankzij de ontullingen over de Cupola's (zie lager bij Structuur) konden Falcone, Borsellino en hun team de maxiprocessi di Palermo opzetten waarin 1400 personen werden aangeklaagd vanaf 1986.

### 1990-2000: aanslagen & repressie
Op dit eerste proces volgden nog verschillende andere. Het was een tijd van interne vergiftiging van de Italiaanse magistratuur en politiek, terwijl de maffia probeerde weer op te krabbelen. 
Begin jaren negentig reorganiseerde de Corleonesi de restanten van de Cosa nostra en begon een reeks terroristische aanslagen: aan de Via dei Georgofili in Florence en in de pinacotheek van Milaan. De beruchtste aanslagen waren die van Capaci en de Via d'Amelio in 1992 waarbij Falcone het leven liet, samen met zijn echtgenote Francesca en een deel van hun escorte. Zijn opvolger Borsellino werd enkele maanden later ook geliquideerd. Na de moord op beide magistraten werd de Direzione investigativa antimafia (DIA) en de Direzione Distrettuale Antimafia (DDA) opgericht.
Als gevolg van de aanslagen ontstond oppositie tegen de maffia in de tot dan toe apathische Siciliaanse samenleving. De angst, de omerta en de traditionele gedaante van Cosa nostra leken verdwenen en het overgrote merendeel van de bevolking had genoeg van al het bloedvergieten. Zo verklaarde de ondernemer Libero Grassi in 1990 openlijk geen pizzo meer te betalen, kreeg politieke bescherming maar werd alsnog vermoord. Ook priester Pino Puglisi riep op om zich niet neer te leggen bij de maffiose tirannie maar werd eveneens vermoord in 1993. 
Naast spontaan individueel verzet kwam er ook georganiseerde bestrijding met wettelijke structuren zoals de 'Fasci siciliani', het Centro di Documentazione Peppino Impastato en organisaties als Sos impresa en Libera. Grote demonstraties werden gehouden, lakens met antimaffialeuzen verschenen voor de ramen: de opstand van de lakens. Op Sicilië werden progressieve politici gekozen die tot alles bereid waren om de maffia te bestrijden. Redevoeringen over de wet en de burgerlijke vorming werden gehouden door tegen de maffia gekeerde rechters, officieren van justitie en ouders van slachtoffers.
Daarbovenop kwam het militaire antwoord van de staat, die met de operatie Vespri Siciliani (Siciliaanse vespers) een goede 20.000 soldaten naar het eiland stuurde (van 25 juli 1992 tot 8 juli 1998). Kwetsbare objecten zoals rechtbanken, woningen van officieren van justitie, luchthavens, havens enz. werden bewaakt. Een citaat van Francesco Forgione: "la Sicilia del dopo stragi somiglia più alla Colombia che non all'isola libera, aperta, gioiosamente mediterranea che abbiamo conosciuto da secoli" ("Het Sicilië van na de aanslagen lijkt meer op Colombia dan op het vrije, open, plezierig mediterrane eiland dat we al eeuwen kennen").
Het effect van het leger werkte gunstig op de plaatselijke veiligheid, ondanks de kritiek dat het eiland gemilitariseerd was geraakt. De misdaad daalde behoorlijk en er vonden opnieuw enkele belangrijke arrestaties plaats, waaronder die van Toto Riina en Leoluca Bagarella. De openbare aanklager Giancarlo Caselli kwam naar Palermo op 15 januari 1993 dezelfde dag dat Riina gearresteerd werd. De inspanningen van het openbaar ministerie werden verhevigd, niet alleen dankzij de aanwezigheid van het leger, maar ook door het werk van de succesvolle Caselli.

### 2000-heden: terug ondergronds
Ook al is Cosa nostra niet meer zo zichtbaar als vroeger, dit betekent niet dat zij verdwenen is. Cosa nostra heeft er de voorkeur aan gegeven om zich uit de openbaarheid terug te trekken en onzichtbaar veel effectiever te werk te gaan. Dit betekent ook niet dat de maffia nu minder gevaarlijk is, zij heeft nog steeds contacten met de politieke wereld. Veel progressieve burgemeesters, provinciale en regionale bestuurders zijn inmiddels weer vervangen door personen die net als de grote maffiabazen tijdens de grote antimaffiaprocessen verborgen bleven. Zonder de steun van de maatschappij kunnen de onderzoeksactiviteiten van de ordediensten en justitie geen relevante resultaten voortbrengen. De politieke wil ontbreekt inmiddels ook om nog langer jacht te maken op de maffia en de maffiosi. Noch rechts noch links ziet dit als een prioriteit. Dit bleek bijvoorbeeld uit de woorden van minister Pietro Lunardi, die in mei 2002 verklaarde dat het noodzakelijk was om met de maffia samen te leven.
Op 11 april 2006 kwam er een doorbraak in de strijd tegen de maffia. Bernardo Provenzano, tot op dat moment de hoogste maffiabaas, werd na een zoektocht van 43 jaar opgepakt op een boerderij nabij Corleone in Sicilië. Het bewijst dat de Cosa nostra genoeg contacten binnen de politiek heeft om iemand voor zo'n lange tijd te doen verdwijnen. Over de opvolging wordt ook verwacht dat deze nieuwe leider(s) genoeg contacten met corrupte politici hebben. Met de arrestatie van Provenzano werd het laatste vooraanstaande lid van de Corleonesi opgepakt. In 2007 bleek de bestrijding van de maffia bijzonder succesvol met meer dan 1000 arrestaties en beslaglegging op meer dan 350 miljoen euro. Na de arrestatie van Provenzano werden Salvatore Lo Piccolo en Matteo Messina Denaro genoemd als nieuwe topmannen. Lo Piccolo, de koning van de westelijke wijken van Palermo en 23 jaar onvindbaar voor de politie, werd ingerekend op 5 november 2007. Messina Denaro, een maffioso van de nieuwe generatie met minder conservatieve familiewaarden, stond bekend om zijn goede relaties in politiek. In 2010 verklaarde Pino Arlacchi, VN-commissaris voor de strijd tegen misdaad en drugs, dat de maffia definitief verslagen zou zijn, maar in 2014 bleek dat de Cosa nostra sterk verweven was met belangrijke politici waaronder Silvio Berlusconi.
Na de arrestatie van Ernesto Fazzalari op 26 juni 2016 werd Messina Denaro de meest gezochte Italiaanse crimineel tot hij op 16 januari 2023 na 30 jaar werd gearresteerd. Hij stierf op 25 september 2023 in het ziekenhuis van L'Aquila.

## Structuur
De informatie over de interne organisatie van Cosa nostra danken we aan het werk van Giovanni Falcone, de eerste Italiaanse magistraat die regelmatig met succes de maffia wist te bestrijden.
De organisatie van Cosa nostra is strikt gecompartimenteerd in zgn. famiglie (families) waarin alle betrokkenen elkaar kennen en die ieder bestuurd worden door een capomandamento (districtscommandant): iedere familie beheerst een duidelijk afgebakend gebied, dat in zones is onderverdeeld die bestuurd worden door een capobastone (stafcommandant). Elke capomandamento vertegenwoordigt de eigen familie in de cupola (koepel), een collegiaal orgaan dat het bestuur over Cosa nostra uitoefent. In de laatste jaren, na de reorganisatie gevolgd op de slagen die door de overheid werden toegebracht, is de structuur, die al erg eenvoudig was, zo mogelijk nog minder verticaal en minder gelokaliseerd. Men schat (harde feiten ontbreken tot nog toe) dat de nieuwe families van Cosa nostra verdeeld zijn op functie, in plaats van op territorium.
De criminele strategie van Cosa nostra is tweezijdig van de ene kant de zekerstelling van het beheersen van het territorium waar zij is gevestigd, van de andere kant de heffing van een soort belasting op alle bedrijfsmatige activiteit in dat gebied (de zogeheten pizzo ("beschermingsgeld") en de nietsontziende en directe bestraffing van wie dan ook die de rondgestuurde voorschriften overtreedt, en het corrumperen van de politieke macht en de functionarissen van de staat, met smeergeld en stemmen, om zo een onschendbaarheid te verkrijgen en een voet tussen de deur van het systeem om zo de politieke macht naar eigen goeddunken te kunnen misbruiken. Deze combinatie van onschendbaarheid en macht biedt Cosa nostra de mogelijkheid om om het even welke vijand het hoofd te bieden, hetzij andere misdadigers, hetzij overheidsorganen. Ze zijn ervan verzekerd dat zij altijd een beschermde vluchtplaats hebben en invloedrijke vrienden tot wie zij zich kunnen wenden.

## Economie
Uit gegevens van Eurispes (2004) blijkt dat Cosa nostra € 8 miljard per jaar verdient aan drugshandel, € 2,8 miljard aan economische witteboordencriminaliteit (corrupte aanbestedingen, witwassen van zwart geld), € 176 miljoen aan de prostitutie, € 1,5 miljard aan de wapenhandel en € 351 miljoen aan afpersing en woekerrentes. Dit alles betekent een jaaromzet van ongeveer € 13 miljard.

## Namenlijsten

### Maffiosi van Cosa nostra
- Stefano Bontade
- Tommaso Buscetta
- Salvatore Inzerillo
- Andrea Manciaracina
- Toto Riina
- de neven Ignazio en Nino Salvo
- Giacomo Vitale
- Pippo Calò
- Bernardo Provenzano
- Leoluca Bagarella
- Matteo Messina Denaro

### Contacten van Cosa nostra
- Giulio Andreotti
- Vito Ciancimino[bron?]
- Salvo Lima[bron?]
- Michele Sindona
- Raffaele Palizzolo[bron?]
- Rose Greco[bron?]

### Vermoord door Cosa nostra
- Stefano Bontade, maffiabaas
- Paolo Borsellino, onderzoeksrechter
- Alberto dalla Chiesa, generaal der Carabinieri
- Giovanni Falcone, onderzoeksrechter
- Giuseppe Insalaco, ex-burgemeester van Palermo
- Salvo Lima, christendemocratisch politicus
- Piersanti Mattarella, regionaal president van Sicilië
- Mino Pecorelli, journalist
- Ignazio Salvo, christendemocratisch politicus
- Pio la Torre, communistisch politicus
- Vito Maria Terrasini, maffiabaas

### Bestrijders van Cosa nostra
- Paolo Borsellino, onderzoeksrechter
- Alberto dalla Chiesa, generaal der Carabinieri
- Giovanni Falcone, onderzoeksrechter
- Leoluca Orlando, politicus